# Omanosaura cyanura
Omanosaura cyanura är en ödleart som beskrevs av Arnold 1972. Omanosaura cyanura ingår i släktet Omanosaura och familjen lacertider. Inga underarter finns listade i Catalogue of Life.
Omanosaura cyanura har på ovansidan en brun färg med gråa nyanser. På undersidan är strupen samt bröstet ljusblåa och på den vita buken finns ljusblåa fläckar. Dessutom är hela svansen turkos och tungan är grå. Ungar kännetecknas av flera gulvita strimmor på ryggen.
Arten förekommer i bergstrakter i Oman och i Förenade Arabemiraten. Honor lägger ägg. Ödlan lever i låglandet och i bergstrakter upp till 1000 meter över havet. Den vistas vid vattendrag som tidvis torkar ut och i trädgårdar.
Lokala bestånd hotas av dagbrott som bryter stenar. Hela populationen anses vara stabil. IUCN kategoriserar arten globalt som livskraftig.